# Miguel Anguita
Miguel Anguita Peragón (16 de junio de 1941-26 de enero de 2016) fue un político español perteneciente a IU, siendo el primer alcalde democrático de Torredonjimeno.

## Biografía
Nació en Torredonjimeno en 1941. Era hermano del exdiputado del Parlamento de Andalucía Manuel Anguita Peragón. Estudió magisterio en La Escuela de Magisterio de Jaén y mientras ejercía como maestro en el Colegio Público El Olivo de su localidad natal regentaba una librería en el centro de la misma localidad. Según confesiones suyas, en la parte trasera de su librería se hablaba de una política prohibida en la España de aquella época. 
Siempre estuvo próximo a los círculos comunistas toxirianos, aunque no estaba afiliado. Tras la muerte de Franco y la convocatoria de las primeras elecciones democráticas, decidió presentarse como independiente en las listas del PCE a la alcaldía de Torredonjimeno consiguiendo ganar las elecciones y ser investido alcalde, el primero democrático tras el franquismo. Se afilió al PCE en 1981, y volvió a ser elegido alcalde en las siguientes elecciones municipales, ostentando la alcaldía hasta 2003, cuando la perdió frente al andalucista Javier Checa. 
Falleció el 26 de enero de 2016 en Torredonjimeno.